# Bundesverband Trans*
Der Bundesverband Trans* e.V. (BVT*) setzt sich für die Rechte von transgeschlechtlichen Personen ein. Ziel des 2015 gegründeten Verbandes ist die Umsetzung der Waldschlösschen-Erklärung. Die Arbeit des Verbandes gliedert sich in Jugendarbeit, das Engagement für eine Verbesserung der Gesundheitsversorgung, gesellschaftspolitische Arbeit, ⁣Beratungsangebote und Community Building.
Der BVT* ist Mitglied des LSVD+ – Verband Queere Vielfalt und ebenfalls als Mitglied im Kuratorium der Bundesstiftung Magnus Hirschfeld vertreten.

## Ziele
Aufbauend auf den Tätigkeiten zur Förderung von transgeschlechtlichen Personen setzt sich die BVT* folgende Ziele:
- Beteiligung von transgeschlechtlichen Menschen bei allen politischen und gesetzgebenden Gremien und Maßnahmen, die ihre Lebenssituation betreffen
- die Abschaffung des Transsexuellengesetzes
- die Anwendung der Yogyakarta-Prinzipien
- die Anerkennung und Wahrung der Menschenrechte von Schutz- und Asylsuchenden, die aufgrund ihrer Geschlechtsidentität und/oder sexuellen Orientierung in ihren Herkunftsländern Verfolgung oder Bedrohung erleben
- Gewährung des vollen Zuganges zu medizinischen Maßnahmen auch während des Anerkennungs- und Asylverfahrens.
- der Ausbau des Antidiskriminierungsrechts
- Gewährleistung aller benötigten Gesundheitsleistungen ohne zusätzliche Prüfung durch den Medizinischen Dienst
- Sicherstellung und Verbesserung einer zugänglichen, umfassenden, bedarfsorientierten und präventiven Gesundheitsversorgung
- die Entpsychopathologisierung und Entstigmatisierung von transgeschlechtlichen Menschen
- finanzielle und strukturelle Unterstützung der Arbeit von Verbänden, Vereinen, Netzwerken, Selbsthilfegruppen und allen anderen Organisationen, die sich für die Belange geschlechtlicher Selbstbestimmung und Vielfalt einsetzen
- Vertretung von Vertretern geschlechtlicher Vielfalt in allen Gremien der Bundesstiftung Magnus Hirschfeld
- Wahrung der Autonomie und Akzeptanz der Vielfalt in der Trans-Community

## Arbeit
Präsent ist das BVT* besonders durch angebotene Fortbildungen für Anbieter medizinischer, sozialer und psychosozialer Dienstleistungen. Dabei ist das Ziel, die Kompetenzen im Bereich der Arbeit mit transgeschlechtlichen Personen zu stärken und diese für die Thematik zu sensibilisieren.

## Publikationen
Aufbauend auf der 2018 in Kraft getretenen S3-Leitlinie Diagnostik, Beratung und Behandlung im Kontext von Geschlechtsinkongruenz, Geschlechtsdysphorie und Trans-Gesundheit, veröffentlichte der BVT* den „Leitfaden Trans* Gesundheit“, der Behandlungssuchende die Leitlinie besonders Laienhaft erläutert und ihnen in ihrer potenziellen Transition unterstützt. Der BVT* war an der Erarbeitung der S3-Leitlinie beteiligt.
Darüber hinaus publiziert das BVT* mehrere Flyer, Musterschreiben, Informationsbroschüren zum Themengebiet Transgeschlechtlichkeit, z. B. für die Kommunikation mit den Krankenkassen zum Thema Geschlechtsangleichende Maßnahmen.

## Konflikte
Am 30. März 2020 verkündete die Deutsche Gesellschaft für Trans*- und Inter*geschlechtlichkeit (dgti) den Austritt aus dem BVT* mit sofortiger Wirkung. Grund dafür sei die Kritik an einzelnen Punkten der Arbeit des BVT*, die sich aus Sicht der dgti auf die Beratungsarbeit, die mangelnde Kommunikation und auch auf die Transparenz beziehen.